# Santa Luzia (Kap Verde)
Santa Luzia (dt.: „Heilige Lucia“) ist eine der Kapverdischen Inseln im Atlantik. Die Insel ist zurzeit unbewohnt.

## Geographie

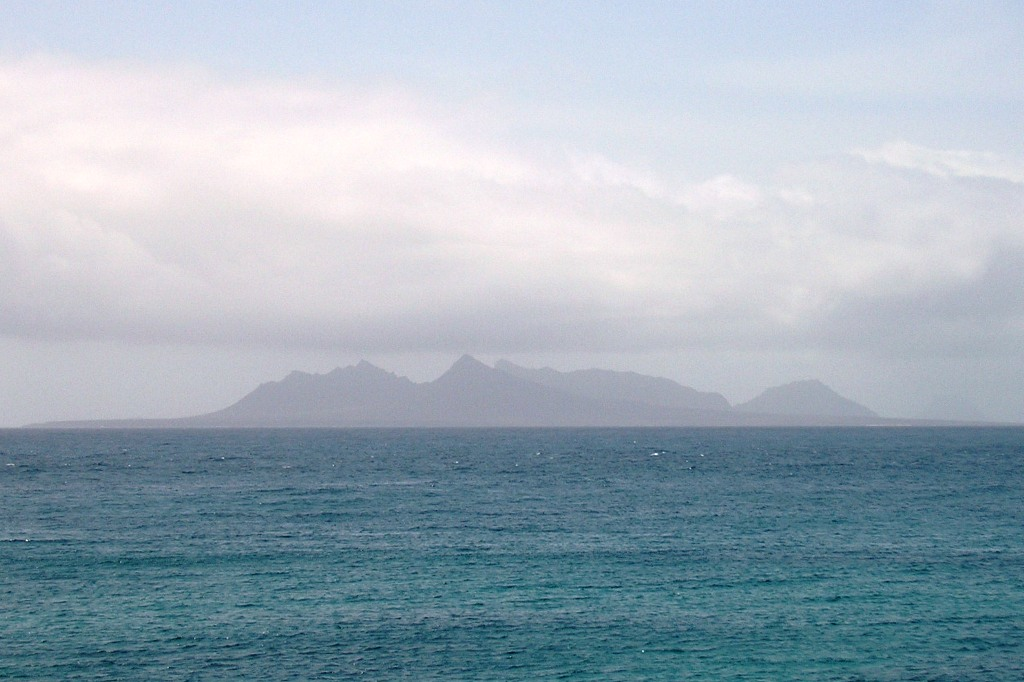
Santa Luzia von See aus gesehen

Santa Luzia gehört zur nördlichen Inselgruppe Ilhas de Barlavento (dt.: „Inseln über dem Wind“) der Kapverdischen Inseln und liegt zwischen den Inseln São Vicente und São Nicolau. Sie ist acht Kilometer vom nordwestlichen São Vicente und 29 Kilometer von südöstlichen São Nicolau entfernt. An ihrer breitesten Stelle im Norden misst die Insel 4,3 Kilometer, in Längsrichtung zwölf Kilometer. Die Fläche beträgt 34 km². Höchste Erhebung ist der Topona (Monte Grande) mit 397 m. Die Insel ist sehr trocken und besitzt nur eine Wasserstelle. Die den Passatwinden ausgesetzte Nordostküste ist recht rau und zerklüftet, die windabgewandte Südwestküste bildet eine langgezogene Bucht (mit Sandstrand und Dünen), in der Atlantiksegler und Fischer bevorzugt ankern. Die Insel ist mit Fischerbooten von Calhau (São Vicente) aus zu erreichen. Die Überfahrt dauert zwei Stunden.
Im 20. Jahrhundert wurde eine Wetterstation auf der Insel errichtet.
Verwaltungsmäßig gehört Santa Luzia zu São Vicente.

## Geologie

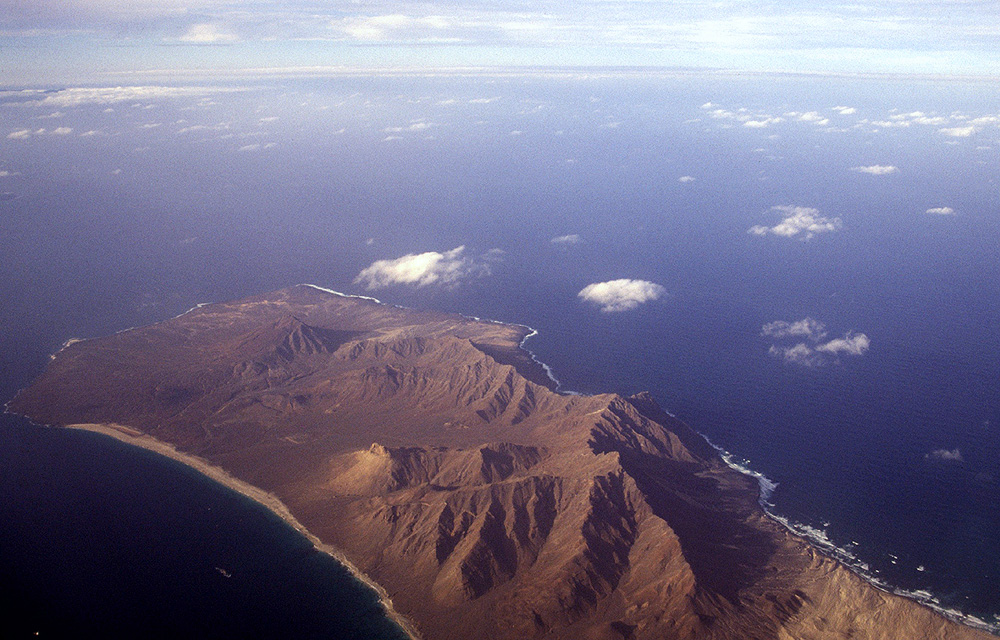
Luftaufnahme von Santa Luzia in Nordrichtung

Santa Luzia ist ausschließlich vulkanischen Ursprungs. Der Unterbau der Insel liegt auf zirka 122 Millionen Jahre alter ozeanischer Kruste der Unterkreide (Aptium). Das Schildstadium der Insel dürfte analog zur Nachbarinsel São Vicente vor etwa sieben Millionen Jahren im Messinium eingesetzt haben. Die den Schild aufbauenden Lavaflüsse zeigen generell  ein Einfallen nach Südwest. Das Schichtpaket wird von mehreren Gangscharen durchzogen, die vornehmlich NW-SO ausgerichtet sind. Das Einebnungsstadium des Schilds erfolgte dann ab dem Pliozän vor zirka fünf Millionen Jahren. Seit dem Jungpleistozän befindet sich Santa Luzia in seiner posterosionellen Phase. Äolische Ablagerungen, die insbesondere die große Depression im Südostteil der Insel überziehen, und alluviale Fächer stammen aus dem Holozän.

## Geschichte

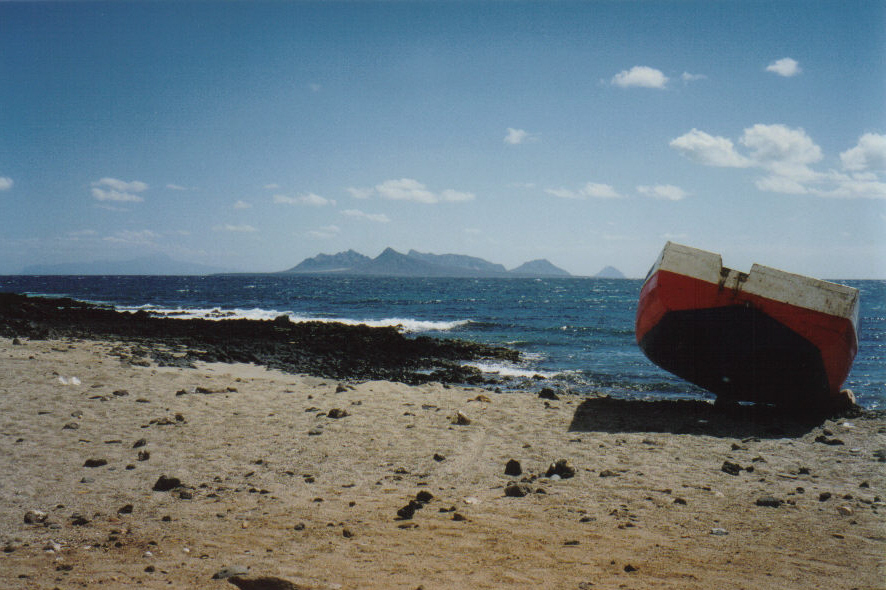
Santa Luzia gesehen von Calhau, São Vicente. Links im Hintergrund São Nicolau, rechts ist Branco zu erkennen

Die Insel war bis ins 17. Jahrhundert unbewohnt. Im 18. und im 19. Jahrhundert wurde sie mehrmals von Hirten aus São Nicolau als Viehweide benutzt. Bis in die 1960er Jahre bestand sogar noch eine kleine Gemeinschaft auf Santa Luzia. Diese wurde jedoch wegen Wassermangels wieder aufgegeben. Seit Beginn des 21. Jahrhunderts ist die Insel wegen zunehmender Desertifikation wieder unbesiedelt. Sie wird aber gelegentlich von Fischern aus São Vicente aufgesucht, die in primitiven Unterständen hier übernachten.

## Naturschutzgebiet
Santa Luzia ist zusammen mit den südöstlich sich anschließenden Inseln Ilhéu Branco und Ilhéu Raso im Jahr 2003 aus faunistischen Erwägungen (Reptilien, Vögel) zum Naturschutzgebiet erklärt worden (so besaß die Insel vormals noch eine endemische Eidechsenart).